# Konan Kouadio Siméon
Konan Kouadio Siméon, né en 1964 à Toumodi en Côte d'Ivoire, est un politicien ivoirien. Il est candidat au premier tour des élections présidentielles de 2010 dans son pays,. Le jeudi 6 août 2015, il est le troisième citoyen à faire acte de candidature pour les élections du 25 octobre 2015. 

## Biographie
Konan Kouadio Siméon est le cadet d’une famille de 4 enfants dont trois sœurs aînées. Après 6 ans d’études primaires à l’école St-Michel de Toumodi, il est orienté au Lycée Moderne de Bouaflé où il obtient le BEPC. C'est au Lycée Professionnel et Commercial de Yopougon qu'il obtient le Brevet de Technicien, Option Commerce International, en 1985.